# Bhandya, Tirthahalli
Bhandya là một làng thuộc tehsil Tirthahalli, huyện Shimoga, bang Karnataka, Ấn Độ.